# Bálint Vogyicska
Bálint Vogyicska (Mohács, 27 febbraio 1998) è un calciatore ungherese, centrocampista del Karcag.

## Caratteristiche tecniche
È un mediano.

## Carriera
Cresciuto nel settore giovanile dell'MTK Budapest, ha esordito in prima squadra il 9 dicembre 2014 disputando l'incontro di Magyar labdarúgó-ligakupa vinto 2-1 contro il Paks, dove ha segnato la rete del momentaneo 1-1.

## Statistiche
Statistiche aggiornate al 15 maggio 2019.

### Presenze e reti nei club
| Stagione        | Squadra         | Campionato      | Campionato | Campionato | Coppe nazionali | Coppe nazionali | Coppe nazionali | Coppe continentali | Coppe continentali | Coppe continentali | Altre coppe | Altre coppe | Altre coppe | Totale | Totale | Totale |
| Stagione        | Squadra         | Comp            | Pres       | Reti       | Comp            | Pres            | Reti            | Comp               | Pres               | Reti               | Comp        | Pres        | Reti        | Pres   | Reti   |        |
| --------------- | --------------- | --------------- | ---------- | ---------- | --------------- | --------------- | --------------- | ------------------ | ------------------ | ------------------ | ----------- | ----------- | ----------- | ------ | ------ | ------ |
| 2014-2015       | MTK Budapest    | NB1             | 2          | 0          | CU+CdL          | 0+3             | 0+1             |                    | -                  | -                  |             | -           | -           | 5      | 1      |        |
| 2015-2016       | MTK Budapest    | NB1             | 6          | 0          | CU              | 0               | 0               |                    | -                  | -                  |             | -           | -           | 6      | 0      |        |
| 2016-2017       | MTK Budapest    | NB1             | 24         | 1          | CU              | 0               | 0               | UEL                | 0                  | 0                  |             | -           | -           | 24     | 1      |        |
| 2017-2018       | Vasas           | NB1             | 19         | 0          | CU              | 0               | 0               |                    | -                  | -                  |             | -           | -           | 19     | 0      |        |
| 2018-2019       | MTK Budapest    | NB1             | 17         | 0          | CU              | 0               | 0               |                    | -                  | -                  |             | -           | -           | 17     | 0      |        |
| Totale carriera | Totale carriera | Totale carriera | 68         | 1          |                 | 3               | 1               |                    | 0                  | 0                  |             | -           | -           | 71     | 1      |        |